# ويليام فيليب سبراتلينج
ويليام فيليب سبراتلينج (بالإنجليزية: William Philip Spratling)، ولد في (13 أكتوبر 1863- 22 ديسمبر 1915) هو طبيب أعصاب أمريكي معروف بتقدمه في علاج ودراسة الصرع، وغالبًا ما يوصف بأنه أول طبيب صرع أمريكي، وهي كلمة يرجع صاغها ويليام في عام 1904 عن كتاب (Epilepsy and Its Treatment) «الصرع وعلاجه».

## سيرته الشخصية
ولد ويليام فيليب سبراتلينج في لافاييت، ألاباما في 13 أكتوبر 1863. كان الدكتور سبراتلينج المشرف على مستعمرة كريج لأمراض الصرع في سونيا، نيويورك من 1893 إلى 1908. وقد شارك في تأسيس الجمعية الوطنية لدراسة الصرع وهو أول رئيس لها، وكان أيضًا محررًا لقضايا الجمعية بين 1904 و1912 في كتابه الصرع وعلاجه، الذي نشر في عام 1904، أيد نظرية التكوين القشري لنوبات الصرع التي تم تعميمها سابقًا من قبل جون هيلينجز جاكسون وويليام ريتشارد جويرز، إستنادًا إلى الدراسات الحيوانية لغوستاف فريتش وإدوارد هيتزيغ وديفيد فيرير.
في عام 1904، تم تعيين سبراتلينج كمشرف على مركز مستشفى بيلفيو. ومع ذلك، وبسبب متطلبات الخدمة المدنية، لم يشغل المنصب بالفعل. من عام 1911 إلى عام 1912، كان سبراتلينج عضوًا في هيئة تحرير مجلة Epilepsia التابعة للرابطة الدولية ضد الصرع (ILAE). في وقت لاحق من حياته، عانى سبراتلينج من إنهيار عصبي وتقاعد في فلوريدا، في 22 ديسمبر 1915، توفي متأثرًا بطلقات نارية أثناء الصيد في ويلاكا، فلوريدا.

## عائلته
كان ابن سبراتلينج صائغ الفضة ويليام سبراتلينج. 

## أعماله
- علاج الصرع وظهوره 1894.
- مستعمرة مثالية للصرع، وضرورة المعالجة الأوسع للصرع 1901.
- الصرع وعلاجه 1904.
- الصرع وعلاقته بالجريمة.

## روابط خارجية
- ويليام فيليب سبراتلينج على موقع فايند أغريف